# Cryptodonta
Sous-classe
Infra-classe
Cryptodonta est une infra-classe ou une sous-classe fossile de mollusques marins bivalves. 

## Historique
La sous-classe (selon PaleoDB) et l'infra-classe (selon WoRMS) des Cryptodonta est décrite en 1884 par le paléontologue autrichien Melchior Neumayr (1845-1890),,.

### Fossiles
Selon Paleobiology Database en 2025, cette sous-classe des Cryptodonta n'a pas de collections référencées de fossiles.

## Liste des super-ordres et ordre ou super-familles
- Super-ordre des †Inoceraformii P. A. Johnston, Collom & Ebbestad, 2024
  - Super-famille †Inoceramoidea Giebel, 1852
  - Super-famille †Posidonioidea Neumayr, 1891
- Super-ordre des †Nepiomorphia Kríž, 2007
  - Ordre des †Lunulacardiida P. A. Johnston, Collom & Ebbestad, 2024
  - Ordre des †Praecardiida Newell, 1965

### Publication origionale
- [1884] (de) Melchior Neumayr, « Zur Morphologie der Bivalvenschlosses. », Sitzungsberichte der Akademie der Wissenschaften in Wien, Mathematisch-Naturwissenschaftliche Klasse, vol. I, no 88,‎ 1884, p. 385-419 (lire en ligne).